# ЛВЧ-5 (зупинний пункт)
ЛВЧ-5 (також 260 км) — пасажирський залізничний зупинний пункт Ужгородської дирекції Львівської залізниці.
Розташований на півдні Ужгорода (вагонне депо «Ужгород»), Ужгородський район Закарпатської області на лінії Самбір — Чоп між станціями Ужгород (1 км), Ужгород II (4 км) та Струмківка (11 км).
Станом на серпень 2019 року щодня п'ять пар електропотягів прямують за напрямком Сянки — Мукачево.